# Анализ на Портър на петте конкурентни сили
Анализ на петте конкурентни сили е рамка за индустриален анализ и разработване на бизнес стратегия, формирана от Майкъл Портър в Харвардското бизнес училище през 1979. Тя базирана на икономиката на индустриалната организация при извличането на петте основни сили, които определят конкурентната интензивност и оттам атрактивност на пазара. Атрактивност в този контекст се отнася до общата печелившост на индустрията. „Неатрактивна“ индустрия е такава, при която комбинацията от тези пет сили действа към сваляне на общата доходност. Изключително неатрактивна индустрия е такава, при която печалбите на всички фирми са сведени до 0.
Портър отнася тези пет сили към микросредата, в контраст на по-общия термин на макросредата.

## Петте сили – модел на конкурентността
Според този модел конкуренцията на печелившите пазари е функция от пет конкурентни сили:

### Интензитет на конкурентните сили
Интензитетът на конкурентната борба е висок, когато:
- съществуват голям брой конкуренти
- браншът расте
- постоянните разходи в бранша са високи (поради което фирмите се опитват да намалят разходите за единица изделие като увеличават производството)
- диференциацията на продукта в бранша е ниска
- разходите на клиентите за прехвърляне от един доставчик на друг са ниски
- бариерите за излизане от бранша са високи
- търсенето в бранша расте бавно
- в бранша може да се провежда ценови дъмпинг

### Сила при преговори от страната на клиента
Клиентът е силен при преговори, когато:
- концентрацията му е по-висока от тази на доставчика
- клиентът е ключов (прави много покупки)
- диференциацията на продуктите, предлагани в бранша, е малка
- цената на превключване към нов доставчик е ниска
- съществуват възможности за заместване на продукта
- има голям брой конкуренти
- опасността от навлизането му в един бранш е голяма
- делът на разходите на клиента за даден продукт са значителни

### Сила при преговори от страната на доставчика
Доставчикът има силна позиция, когато:
- има голяма концентрация на един пазар
- липсват заместители на неговия продукт или услуга
- клиентът не е от значение
- разходите за прехвърляне към нов доставчик са високи
- има заплаха от навлизане на доставчика в бранша на клиента

### Опасност от продукти-заместители
Опасността от продукти-заместители е висока, когато:
- ефективността на фирмите, които произвеждат заместители е висока (следователно цената на заместителите пада)
- е възможно сравнение на продуктите и то е в полза на заместителя
- разходите за превключване към продукт-заместител са ниски
- качеството на продукта-заместител е по-високо
- продуктът-заместител е по-евтин
- разходите при използването на заместителя са по-ниски
- има тенденция на пазара да се използва заместителя
- има тенденция сред потребителите да използват заместителя
- при условие, че дистрибуцията или достъпността до заместителя е по-висока

### Опасност от навлизане на нови конкуренти
Заплахата за навлизане на нови конкуренти е голяма, когато:
- икономиите от мащаба са малки
- диференциацията на продукта е ниска и не може да се очаква, че клиентът ще бъде лоялен
- потребността от начален капитал е ниска
- разходите за прехвърляне към друг продукт са ниски
- няма фирма, която да контролира каналите за дистрибуция и да възпира ново навлизане
- необходимите знания и умения не са съществена пречка за навлизане на нова организация
- достъпът до суровини и материали е лесен
- има държавни субсидии
- достъпът до технологии и ноу-хау е лесен
- липсва значим ефект от кривата на опита
- липсва държавна регулация и други административни бариери за навлизане.